# Космическая индустрия
Косми́ческая индустри́я — общий термин, который иногда используется для характеристики различных форм будущей человеческой деятельности в космическом пространстве (см. Космонавтика), в том числе: 
- космического туризма
- освоения космического производства (англ. space manufacturing) — выращивание сверхчистых кристаллов и т.п.);
- промышленного освоения астероидов;
- космической торговли (англ. space trade);
- строительства в космосе, например, строительства орбитальных станций и космических кораблей;
- организация похорон в космосе (англ. space burial), см. похоронное бюро)
- создания рекламы.

Этот термин не следует путать с космической промышленностью (см. промышленность, Космическая промышленность России) — наземными предприятиями, производящими ракетно-космическую технику и оборудование, необходимое для космических полётов и освоения космоса.
Для развития индустрии в космосе имеются уникальные условия: высокий вакуум; технологически важная длительная микрогравитация; лёгкость нагрева тел до 6000 °С и их охлаждения до температур, близких к абсолютному нулю; также неограниченные запасы золота, платиноидов, редкоземельных и цветных металлов; возможности создания солнечных электростанций в пять-семь раз более эффективных, чем земные; уникальные телекоммуникационные возможности для обеспечения связи на Земле. 
Однако, в настоящее время космическая индустрия находится в зачаточном состоянии, ведь для реализации подобных планов требуется длительное присутствие человека в космосе и относительно недорогой доступ в космос. Большинство из этих проектов потребует также технологических и конструкторских разработок в таких областях, как робототехника, солнечная энергетика и системы жизнеобеспечения.
Объём мирового рынка космических услуг оценивается в 300—400 млрд долл. (на пусковые услуги — запуск спутников с помощью ракет — приходится 2 % этого рынка), объём же космической индустрии на 2022 год близок к нулю и ограничен туризмом и рекламой, однако некоторые компании (напр. Axiom Space, Varda Space Industries, Deep Space Industries) готовятся реализовывать коммерческие проекты в космосе уже в текущем десятилетии.
Помимо индустриально развитых стран, космическую индустрию развивают и в Африке (в отрасли занято более 19 тыс. человек по всему континенту, большая часть которых – 11 тыс. – работают в правительственных организациях и предприятиях).

## Юридические аспекты
25 ноября 2015 года президент США Барак Обама подписал U.S. Commercial Space Launch Competitiveness Act (H.R. 2262). Этот закон признает право граждан на владение космическими ресурсами. Согласно статье § 51303 закона:

Гражданин Соединенных Штатов, занимающийся добычей ресурсов астероида или других космических ресурсов, имеет право владеть, транспортировать, использовать и продавать эти ресурсы в соответствии с действующим законодательством и международными обязательствами США
При этом в законе подчеркивается, что разрешено владеть именно добытыми ресурсами, а не самими космическими объектами (владение космическими объектами запрещает Договор о космосе).
В октябре 2017 года Люксембург принял закон по легализации промышленной добычи полезных ископаемых в космосе частными компаниями, и стал первым европейским государством, которое обеспечило правовую защиту деятельности частных компаний в этой сфере.
В апреле 2020 года президент США Дональд Трамп подписал исполнительный указ в поддержку коммерческого освоения ресурсов на Луне и других небесных телах, предписывающий американской администрации противиться любым попыткам рассматривать космическое пространство в качестве всеобщего достояния человечества. В документе подчеркивается, что США не признают Соглашение о деятельности государств на Луне и других небесных телах, принятое резолюцией Генеральной Ассамблеи ООН в декабре 1979 года.